# Carlos Cabrera
Carlos Rodrigo Dawson Cabrera (nascido em 18 de Outubro de 1959) é um ex-jornalista e atualmente um dos comentaristas em espanhol da WWE, no cargo de comentarista principal (play-by-play). Seu parceiro é o ex-wrestler profissional equatoriano Hugo Savinovich.
Cabrera atua nos três programas da WWE: RAW, SmackDown e ECW, além dos eventos em pay-per-view. Nas versões internacionais, ele e Savinovich são acompanhados de Marcelo Rodriguez.